# Stazione di Leiria
La stazione di Leiria (in portoghese Estação de Leiria) è la principale stazione ferroviaria di Leiria, Portogallo.